# John Robson (Fußballspieler)
John Dixon Robson (* 15. Juli 1950 in Consett; † 12. Mai 2004 in Sutton Coldfield) war ein englischer Fußballspieler. Als Außenverteidiger, der gelegentlich auch im Mittelfeld eingesetzt werden konnte, gewann er 1972 mit Derby County die englische Meisterschaft und zur Mitte der 1970er-Jahre mit Aston Villa zwei Ligapokalausgaben (1975, 1977), bevor er nach einer MS-Erkrankung die Karriere im Alter von nur 28 Jahren beenden musste.

## Karriere

### Derby County (1967–1972)
Während Robson in seiner nordostenglischen Heimat im Jugendalter als Fußballspieler für den  Birtley Community Center Youth Club auflief, fiel er Peter Taylor – Kotrainer, Talentscout und rechte Hand von Cheftrainer Brian Clough bei Derby County – auf. Taylor lotste das Talent im September 1967 in die neu aufgebaute Mannschaft und stattete den 17-Jährigen mit einem Vollzeitvertrag aus. Am 2. März 1968 absolvierte Robson gegen Ipswich Town (2:3) sein Zweitligadebüt für die „Rams“ und bei dem letzten von vier Auftritten in der Saison 1967/68 schoss er am letzten Spieltag gegen den FC Blackpool (1:3) das erste Pflichtspieltor.
Mit der Verpflichtung des routinierten Dave Mackay zur Spielzeit 1968/69 brachte das Trainergespann Clough-Taylor Stabilität in den Abwehrverbund, von der auch Robson profitierte. Mackay bildete fortan mit Roy McFarland ein sicheres Abwehrzentrum und Robson wich auf die linke Außenverteidigerposition aus, auf der er zum Stammspieler wurde. Er verpasste nicht eine einzige der 42 Ligapartien der Saison und nach nur fünf Niederlagen stieg Derby County in die erste Liga auf. Robsons Spielweise zeichnete sich dabei durch Konstanz und Verlässlichkeit und weniger durch Zweikampfhärte aus. Die sportliche Entwicklung verlief auch in der höchsten englischen Spielklasse rasant und auf dem Weg zum überraschenden vierten Rang in der Saison 1969/70 verhalf er dem Team zu einigen beachtenswerten Erfolgen, darunter ein 5:0-Kantersieg gegen Tottenham Hotspur. Nach einem guten Start in die folgende Spielzeit 1970/71 verhinderte eine schlechte Phase im Herbst 1971 ein besseres Resultat als einen Mittelfeldplatz und Robson verlor nach der Verpflichtung von Colin Todd kurzzeitig seinen Platz in der Mannschaft. Erst als Mackay den Verein im Sommer 1971 verließ und Todd seine Nachfolge im Abwehrzentrum an der Seite von McFarland antrat, erhielt Robson seine Linksverteidigerrolle zurück. Dieser Umbau machte sich am Ende bezahlt und mit nur 33 Gegentoren war die Verteidigung mit ein Garant dafür, dass 1972 die englische Meisterschaft eingefahren werden konnte. Robson hatte dazu in 41 Ligapartien und gegen Nottingham Forest (2:0) sowie Coventry City (1:0) zwei Tore beigetragen.
Nach einem schlechten Start in die Saison 1972/73 sah sich Clough dazu veranlasst, auf dem Transfermarkt tätig zu werden. Dabei fiel seine Aufmerksamkeit auf David Nish von Leicester City, den er für die damalige britische Rekordablösesumme von 225.000 Pfund loseiste. Dieser verfrachtete als Linksverteidiger Robson, der immerhin auch in der englischen U-23-Auswahl zu einer festen Größe geworden war, schnell aufs Abstellgleis. Bereits im Dezember 1972 ließ Derby County Robson für 90.000 Pfund zum Zweitligisten Aston Villa ziehen, nachdem für Nish die Spielberechtigung für den Europapokal der Landesmeister erteilt worden war.

### Aston Villa (1972–1978)
Bei den von Vic Crowe trainierten „Villans“ war Robson auf Anhieb fester Bestandteil der Mannschaft, wenngleich nun zumeist auf der rechten Abwehrseite eingesetzt. In der folgenden Saison 1973/74 verdrängte ihn der aufstrebende John Gidman von seinem Posten und mit gerade einmal zwölf Ligaeinsätzen kam er nur sehr sporadisch im Mittelfeld zum Einsatz. Unter Crowes Nachfolger Ron Saunders eroberte sich Robson den Stammplatz in der Mannschaft zurück. In der Aufstiegssaison 1974/75 operierte er zunächst im Mittelfeld und als sich Gidman im November 1974 eine schwere Augenverletzung zuzog (infolge eines Unfalls im Umgang mit Feuerwerkskörpern), wechselte er zurück auf die rechte Außenverteidigerposition. Am 1. März 1975 gewann Robson darüber hinaus mit einem Endspielsieg gegen Norwich City (1:0) den Ligapokal.
Den Pokalerfolg wiederholte er zwei Jahre später, als er sich mit seinem Team nach zwei Wiederholungsfinalpartien gegen den FC Everton (0:0, 1:1, 3:2) durchsetzte. Zum Ende dieser Periode war Robson nach dem Weggang von Stammlinksverteidiger Charlie Aitken und Gidmans Rückkehr zumeist auf die linke Seite ausgewichen. In seiner letzten Saison 1977/78 absolvierte er nur noch vier Pflichtspiele, bevor er im Alter von nur 28 Jahren seine Profikarriere beenden musste. Grund dafür war eine Erkrankung an Multiple Sklerose.

## Nach dem Fußball
Nach seiner aktiven Laufbahn betrieb Robson einige Zeit einen Zeitungsladen in Erdington, bevor er diese Tätigkeit nach zunehmenden körperlichen Problemen wieder aufgab. Das abrupte Ende der Fußballerkarriere machte sich auch finanziell sehr negativ bemerkbar und die Einnahmen aus einem ihm von Aston Villa gewidmeten Benefizspiel („Testimonial Match“) im Oktober 1978 hielten nicht lange vor.
Im Alter von 53 Jahren verstarb er schließlich nahezu mittellos in einem Hospiz in Sutton Coldfield am 12. Mai 2004.

## Erfolge
- Englische Meisterschaft (1): 1972
- Englischer Ligapokal (2): 1975, 1977
- Texaco Cup (1): 1972
- Watney Cup (1): 1970